# 下安文
下安文（德语、法语：Niederanven），又纯音译作尼德兰芬，是卢森堡的一个市镇，位于卢森堡城东北部。 
下安文市镇是A1高速公路和N1高速公路的交汇点。卢森堡机场位于下安文和桑德韦勒市镇境内。 

## 地理
下安文镇位于市镇东北，截至2018年人口为1,472。市镇内的其他小镇包括Ernster、Hostert、上安文（Oberanven）、Rameldange、Senningen、Senningerberg和Waldhof。 

## 姊妹城市
下安文是欧盟城镇结对协会Douzelage的创始成员。这种活跃的小镇结对始于1991年，定期举行活动，例如开设来自其他国家/地区的农产品市场和举行节日。截至2019年，其成员为：
- 賽普勒斯 阿格罗斯（希臘語：Αγρός Λεμεσού）（Agros）
- 西班牙 阿尔特阿
- 芬兰 阿西卡拉
- 德国 巴特克茨廷
- 義大利 贝拉焦
- 爱尔兰 班多伦（Bundoran）
- 波蘭 霍伊納
- 法國 格朗维尔
- 丹麦 霍爾斯特布羅
- 比利时 烏法利茲
- 奥地利 尤登堡
- 匈牙利 克塞格
- 馬爾他 馬爾薩斯卡拉
- 荷蘭 梅尔森
- 瑞典 乌克瑟勒松德
- 希腊 普雷韋扎
- 立陶宛 羅基什基斯
- 羅維尼
- 葡萄牙 塞新布拉
- 英格兰 舍伯恩
- 拉脫維亞 锡古尔达
- 羅馬尼亞 錫雷特
- 斯洛維尼亞 什科菲亞洛卡
- 捷克 蘇希采
- 保加利亚 特里亞夫納
- 爱沙尼亚 蒂里
- 斯洛伐克 兹沃伦